# Persone di nome Georges/Calciatori
| Questa pagina contiene informazioni ricavate automaticamente dalle voci biografiche con l'ausilio del template Bio e di un bot. L'aggiornamento è periodico e automatico e ricostruisce completamente la pagina. Se manca una persona in questa lista, sei pregato di non aggiungerla, ma accertati piuttosto che la sua voce biografica contenga il template Bio e che i dati anagrafici siano correttamente compilati. Se il template Bio manca, inseriscilo tu stesso o, in alternativa, metti l'avviso {{tmp\|Bio}} che ne segnala la mancanza. Se i dati riportati sono sbagliati, correggi direttamente la voce biografica; le modifiche saranno visibili in questa lista entro pochi giorni. Per chiarimenti vedi il progetto antroponimi. La lista contiene solo le 57 persone che sono citate nell'enciclopedia e per le quali è stato implementato correttamente il template Bio. Pagina aggiornata al 16 ott 2024. |

Questa è una lista di persone presenti nell'enciclopedia che hanno il nome Georges e sono calciatori.

## A(4)
- Georges Aeby, calciatore svizzero (Friburgo, n. 1913 - † 1999)
- Georges Akieremy, ex calciatore gabonese (Libreville, n. 1983)
- Georges Ambourouet, calciatore gabonese (Libreville, n. 1986)
- Georges Artigue, calciatore svizzero (Parigi, n. 1883 - Talence, † 1961)

## B(8)
- Georges Ba, ex calciatore ivoriano (Abidjan, n. 1979)
- Georges Bayrou, calciatore francese (Sète, n. 1883 - Montpellier, † 1953)
- Georges Beaucourt, calciatore francese (Roubaix, n. 1912 - Douai, † 2002)
- Georges Bereta, calciatore francese (Saint-Étienne, n. 1946 - † 2023)
- Georges Bilot, calciatore francese (Parigi, n. 1885 - Lutz-en-Dunois, † 1964)
- Georges Bokwé, calciatore camerunese (Yaoundé, n. 1989)
- Georges Bon, calciatore francese (Boulogne-sur-Mer, n. 1886 - Forcalquier, † 1949)
- Georges Bonello, calciatore francese (Blida, n. 1898 - † 1985)

## C(5)
- Georges Carnus, ex calciatore francese (Gignac-la-Nerthe, n. 1942)
- Georges Casolari, calciatore francese (Nizza, n. 1941 - Monaco, † 2012)
- Georges Chabanel, calciatore svizzero (n. 1908 - Losanna, † 1989)
- Georges Crozier, calciatore francese (n. 1882 - † 1944)
- Georges Chardin Délices, ex calciatore haitiano (Port-au-Prince, n. 1940)

## D(3)
- Georges Dard, calciatore francese (Marsiglia, n. 1918 - Marsiglia, † 2001)
- Georges De Spae, calciatore belga (Gand, n. 1900 - Courtrai, † 1974)
- Georges Ditzler, calciatore belga (n. 1897 - † 1974)

## F(1)
- Georges Franceschetti, ex calciatore francese (Bastia, n. 1948)

## G(5)
- Georges Béaruné, calciatore francese (n. 1989)
- Georges Gope-Fenepej, calciatore francese (Lifou, n. 1988)
- Georges Henri Griffiths, calciatore ivoriano (Treichville, n. 1990 - Abidjan, † 2017)
- Georges Grün, ex calciatore belga (Schaerbeek, n. 1962)
- Georges Géronimi, calciatore francese (Villepreux, n. 1892 - Courbevoie, † 1994)

## H(2)
- Georges Hebdin, calciatore belga (n. 1895 - † 1970)
- Georges Houyvet, calciatore francese (n. 1906 - † 1998)

## J(2)
- Georges Jacomo, ex calciatore francese (Orano, n. 1957)
- Georges Janin, calciatore francese (Aïn M'lila, n. 1912 - Marsiglia, † 1974)

## L(5)
- Georges Lamia, calciatore francese (El Kala, n. 1933 - Cagnes-sur-Mer, † 2014)
- Georges Lang, calciatore svizzero († 1959)
- Georges Lech, ex calciatore francese (Montigny-en-Gohelle, n. 1954)
- Georges Leekens, ex calciatore e allenatore di calcio belga (Meeuwen-Gruitrode, n. 1949)
- Georges Lignon, ex calciatore ivoriano (n. 1968)

## M(7)
- Georges Mandjeck, calciatore camerunese (Douala, n. 1988)
- Georges Meuris, calciatore francese (Forest, n. 1907 - † 1984)
- Georges Michel, calciatore belga (n. 1898 - † 1928)
- Georges Mikautadze, calciatore francese (Lione, n. 2000)
- Georges Moreel, calciatore francese (Gennevilliers, n. 1924 - Argenteuil, † 2003)
- Georges Moulène, calciatore francese (Parigi, n. 1901 - Neuilly-sur-Seine, † 1976)
- Georges Mouyémé, ex calciatore camerunese (Douala, n. 1971)

## N(1)
- Georges Ngoma-Nanitélamio, ex calciatore della Repubblica del Congo (n. 1978)

## O(1)
- Georges Ouvray, calciatore francese (Saint-Maur-des-Fossés, n. 1905 - Fontenay-lès-Briis, † 1983)

## P(3)
- Georges Perroud, calciatore svizzero (Friburgo, n. 1941 - Sion, † 2023)
- Georges Pitoeff, calciatore francese (n. 1979)
- Georges Prouvost, calciatore francese

## R(2)
- Georges Ravignia, ex calciatore seychellese (n. 1977)
- Georges Rose, calciatore francese (Maisons-Alfort, n. 1910 - Le Port-Marly, † 1997)

## S(3)
- Georges Sesia, calciatore francese (Villerupt, n. 1924 - Nizza, † 2016)
- Georges Stuber, calciatore svizzero (Zugo, n. 1925 - † 2006)
- Georges Stuttler, calciatore francese (Parigi, n. 1897 - Garches, † 1976)

## T(1)
- Georges Taisne, calciatore francese (Avesnes, n. 1904 - Lilla, † 1998)

## V(2)
- Georges Verriest, calciatore francese (Roubaix, n. 1909 - Seclin, † 1985)
- Georges Vuilleumier, calciatore svizzero (Tramelan, n. 1944 - † 1988)

## W(2)
- Georges Wadrenges, ex calciatore francese (n. 1979)
- Georges Winckelmans, calciatore e allenatore di calcio francese (Lambersart, n. 1910 - Armentières, † 1991)